# 大阪府道121号吹田箕面線
大阪府道121号吹田箕面線（おおさかふどう121ごう すいたみのおせん）は、大阪府吹田市から箕面市に至る一般府道である。

## 概要
吹田市垂水町1丁目から箕面市今宮3丁目に至る。

### 路線データ
- 起点：大阪府吹田市垂水町1丁目（豊津交番前交差点、大阪府道145号豊中吹田線交点）
- 終点：大阪府箕面市今宮3丁目（今宮交差点、国道171号交点、大阪府道119号箕面摂津線起点）

## 路線状況
起点から千里山駅前までは片側1車線の道で阪急千里線、上の川と併走しながら北上する。阪急千里線 関大前駅から北は道幅が細くなる。 阪急千里線 千里山駅前から約100 mは南行の一方通行。北行きの車は千里山第一噴水を経由しなければならない。この周辺は大型車の通行は困難。
阪急千里線 千里山駅からイオン（旧ジャスコ）までは完全な生活道路。イオンから新千里東3交差点は片側2車線の広い道。この周辺は千里ニュータウンの開発に伴い作られた道であり、走りやすくなっている。新千里東3交差点以北は片側1車線。

### 別名
- 千里中央筋

千里ニュータウン内のみの呼称。千里中央地区と混同されることも多く、現在はほぼ使われることはない。

### 重複区間
- 大阪府道135号豊中摂津線（吹田市千里山西6丁目・千里山西6丁目南交差点 - 吹田市佐竹台1丁目・南千里駅前交差点）
- 大阪府道119号箕面摂津線（吹田市吹田市青山台3丁目・青山台3丁目交差点 - 箕面市今宮3丁目・今宮交差点（終点））

### 道路施設

#### 橋梁
- 上新田橋（大阪府道2号大阪中央環状線・E2A 中国自動車道、豊中市）

## 地理

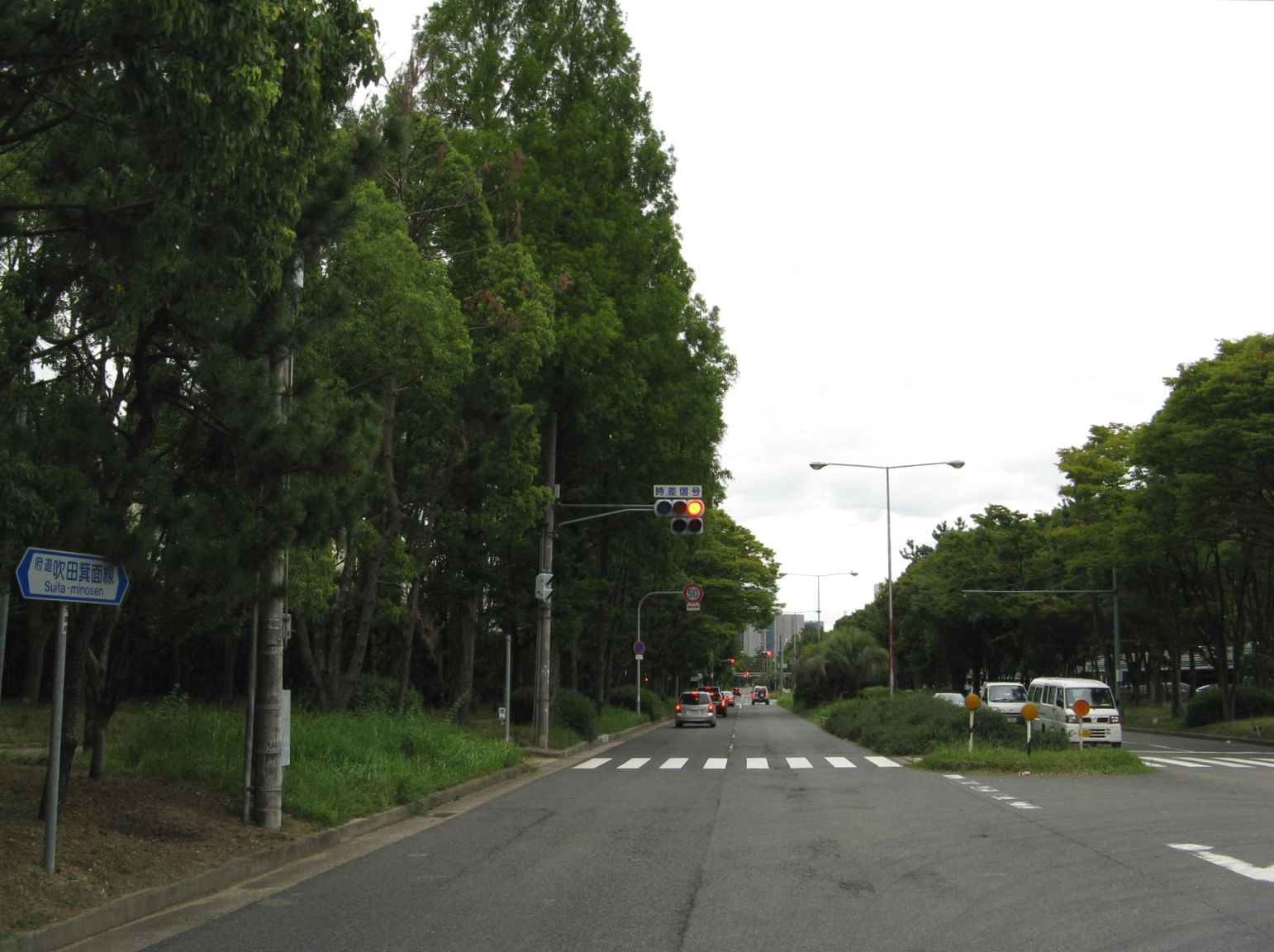
吹田市津雲台2丁目付近

### 通過する自治体
- 大阪府
  - 吹田市 - 豊中市 - 吹田市 - 箕面市

### 交差する道路
| 交差する道路                                   | 市町村名 | 交差する場所    | 交差する場所            |
| ---------------------------------------------- | -------- | --------------- | ----------------------- |
| 大阪府道145号豊中吹田線                        | 吹田市   | 垂水町1丁目     | 豊津交番前交差点 / 起点 |
| 大阪府道135号豊中摂津線 重複区間起点           | 吹田市   | 千里山西6丁目   | 千里山西6丁目南交差点   |
| 大阪府道135号豊中摂津線 重複区間終点           | 吹田市   | 佐竹台1丁目     | 南千里駅前交差点        |
| 大阪府道2号大阪中央環状線 / 旧道               | 豊中市   | 上新田4丁目     |                         |
| 大阪府道2号大阪中央環状線 / バイパス           | 豊中市   | 新千里東町2丁目 | 上新田橋南交差点        |
| 大阪府道2号大阪中央環状線 / バイパス           | 豊中市   | 新千里東町2丁目 | 上新田橋北交差点        |
| 大阪府道119号箕面摂津線 重複区間起点           | 吹田市   | 青山台3丁目     | 青山台3丁目交差点       |
| 国道171号 大阪府道119号箕面摂津線 重複区間終点 | 箕面市   | 今宮3丁目       | 今宮交差点 / 終点       |

### 交差する鉄道
- 大阪モノレール本線

### 沿線
- 阪急千里線
  - 豊津駅 - 関大前駅 - 千里山駅 - 南千里駅
- 関西大学
- イオン南千里店
- 千里南公園
- 吹田千里郵便局
- 千里中央公園
- 樫の木公園